# Maria Clementine Martin

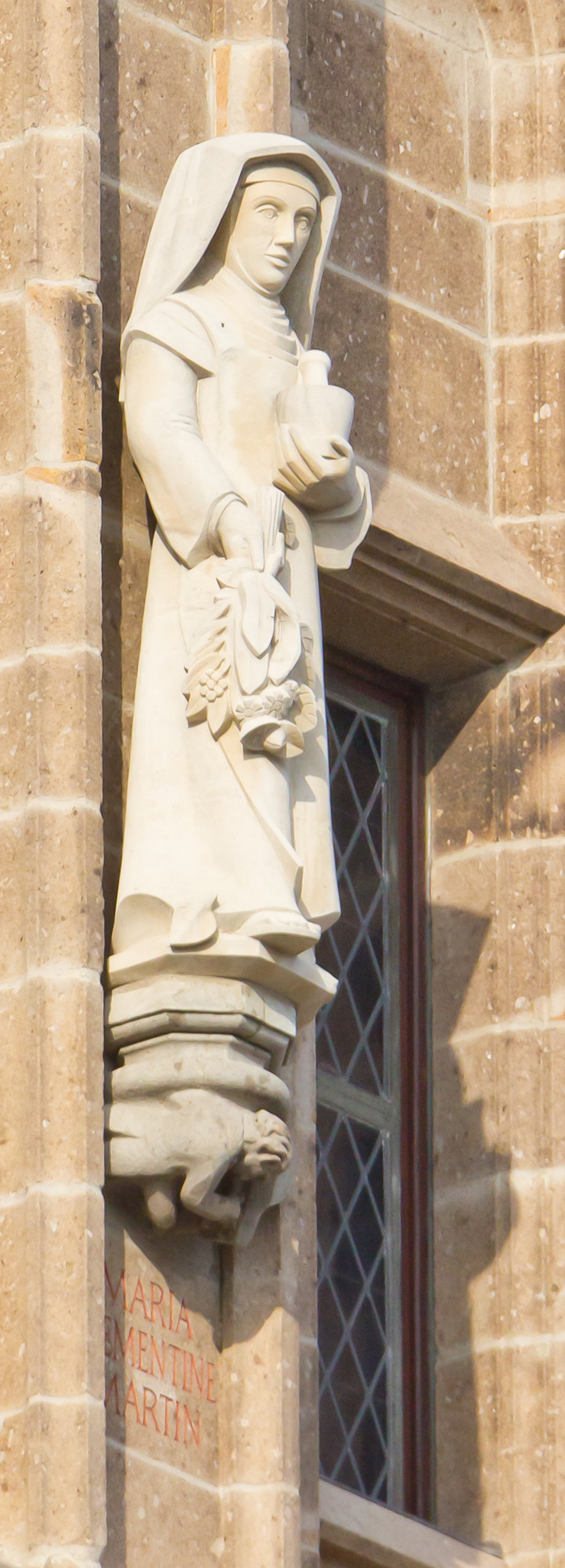
Statue Maria Clementine Martins am Rathausturm Köln

Maria Clementine Martin (* 5. Mai 1775 als Wilhelmine Martin in Brüssel; † 9. August 1843 in Köln) war eine belgisch-deutsche Unternehmerin. Sie entwickelte und vermarktete erfolgreich das Heilkräuterdestillat Klosterfrau-Melissengeist. 1826 begründete sie das Unternehmen „Klosterfrau“.

## Leben
Maria Clementine Martin war die Tochter des kaiserlich-königlichen Offiziers Johann Heinrich de Martin und Christine de Martin von Mergenthal. 1783 zogen ihre Eltern nach Jever. Dort lebte sie, bis sie am 2. Oktober 1792 mit 17 Jahren in das Annuntiatinnenkloster Sankt Anna in Coesfeld eintrat.
Nach dem Reichsdeputationshauptschluss von 1803 wurde das Kloster von der Säkularisation erfasst und aufgehoben. Martin ging daraufhin ins Kloster Glane bei Gronau. Dieses Kloster teilten sich die Annuntiaten mit Franziskanerinnen. Dadurch war es von einem Dekret Napoleons aus dem Jahr 1811 betroffen, wonach alle franziskanischen Klöster bzw. Orden aufzulösen seien. Damit einher ging für die Schwestern auch eine wirtschaftliche Verarmung. Sie erhielten geringe Entschädigungsleistungen in Form jährlicher Pensionen.
Martin gelangte schließlich über ihre Geburtsstadt Brüssel in die Paterskerk nach Tirlemont in Brabant. Dort ist ein Aufenthalt bis ins Jahr 1815 nachweisbar. Verschiedenen Quellen zufolge hat Martin, die sich nach 1811 der Krankenpflege gewidmet haben soll, nach der Schlacht bei Waterloo am 18. Juni 1815 verwundete deutsche Soldaten unter Generalfeldmarschall Blücher versorgt, möglicherweise auch in der Schlacht. Der Rechtshistoriker Helmut Heckelmann ordnet Beschreibungen dieser Art eher den Legenden um Martin zu, ist jedoch der Ansicht, sie sei in den preußischen Lazaretten tätig gewesen und deswegen durch königliche Kabinettsorder von König Friedrich Wilhelm III. mit einer jährlichen Leibrente von 160 Talern geehrt worden.
Der Aufenthalt von 1815 bis 1821 ist nicht sicher belegt. Nach eigenen, zeitlich nicht genau bestimmten Angaben hat Martin acht Jahre in Brüssel im Konvent der Karmelitinnen gelebt. Es sind jedoch keine anderen Aufzeichnungen dazu überliefert.
Ein Aufenthalt in Münster von 1821 bis 1825 gilt dagegen als sicher. Sie lebte dort in einem Haus des Münsteraner Domkapitels. Über ihre Arbeitstätigkeit dort ist wenig bekannt. Allerdings wurde 1821 wegen medizinischer Pfuscherei und Quacksalberei gegen sie ermittelt. In ihren Eingaben dazu schrieb sie, aus ihrer Zeit in Coesfeld über Erfahrungen des im dortigen Kloster vermittelten Heilverfahrens gegen „Fistel- und Krebsschäden“ zu verfügen und bat um Erlaubnis, diese anwenden zu dürfen. Dies wurde ihr versagt, und die Ermittlungen, deren Ergebnis nicht bekannt sind, wurden zunächst nicht eingestellt. Es fanden sich keine Belege zu einem im Annuntiatinnenkloster Sankt Anna in Coesfeld angewandten Heilverfahren gegen fistulöse und krebsartige Erkrankungen.

### Umzug nach Köln
Im Laufe des Jahres 1825 kam Martin nach Köln, in das domnah gelegene Haus Auf der Litsch 1. Dort pflegte sie wahrscheinlich den kranken 86-jährigen Domvikar Hermann Gumpertz (* 1739), um dessen Haus es sich handelte. In diesem Gebäude stellte sie mittels eines einfachen Destillationsverfahrens ein Kölnisch Wasser her, das sie am 6. November 1825 in der Kölnischen Zeitung mit einem Inserat bewarb:

„Ein sich selbst empfehlend ächtes Kölnische Wasser, ist zu haben auf der Litsch Nro. 1, die große Flasche zu 6 Sgr. 3 Pf.“

Die Unternehmensgründung erfolgte mit der Eintragung am 23. Mai 1826 im städtischen Magistratsregister (Handelsregister) unter der Firma „Maria Clementine Martin Klosterfrau“.
1827 zog Martin in ein Haus in der Domhofgasse 19, das sie vom Kölner Domkapitel mietete und in den 1830er Jahren kaufte. Von dort aus warb sie erstmals für einen von ihr hergestellten Karmelitengeist, und zwar mit einer Annonce in der Kölnischen Zeitung vom 17. Juni 1827. Zugleich bot sie neben dem bereits erwähnten Kölnisch Wasser ein Lavendelwasser sowie einen Essig de quatres voleurs, der vor „pestartigen Krankheiten“ schützen sollte, an. Diese Bezeichnung ging auf eine Schilderung zurück, nach der während der französischen Kriege Diebe auf den Schlachtfeldern Leichen plünderten, wobei die Einreibungen mit dem antiseptisch wirkenden Mittel sie vor Ansteckung durch die Pest und andere Krankheiten geschützt haben soll.

### Melissengeist
Am 5. Juli 1828 wandte Martin sich schriftlich an die Kölner Regierung und bat um „Prüfung und Bescheinigung der Qualität des von ihr verfertigten Melissenwassers durch die königliche Medizinal Behörde“. Dabei gab sie an, sie sei über einen längeren Zeitraum als „Fabrikantin“ in einem Kloster tätig gewesen, das sich durch Herstellung von Karmelitenwasser finanzierte. Auch verfüge sie aus ihrem achtjährigen Aufenthalt im Karmelitinnenkloster Brüssel „den Schlüssel zu diesem Spezifikum so gut, wie jedes Mitglied dieses Ordens […]“.
Heckelmann zweifelt diese Angaben an und fand keine Belege dafür, dass in den Klostern Coesfeld und Glane jemals ein Karmeliten- oder Melissengeist hergestellt wurde. Auch gebe es keine Beweise für eine Zugehörigkeit Martins zum Konvent der Brüsseler Karmelitinnen, ebenso wenig wie für die Herstellung eines Melissengeistes in demselben. Die Herkunft der Rezeptur für den Melissengeist weicht insofern von Martins Angaben, aber auch von verbreiteten Berichten ab, sie habe in einer westfälischen Klosterapotheke das Geheimrezept des „echten spanischen Melissenwassers“ bzw. des „echten Carmeliter-Melissengeistes“ kennengelernt.
Unbestritten ist dagegen, dass Maria Clementine Martin die Fähigkeit zur Herstellung eines Melissengeistes besaß, der mit dem damaligen, in Köln ebenfalls verfügbaren und den Markt beherrschenden Karmelitengeist aus Regensburg vergleichbar war. Dennoch lehnte die Koblenzer Medizinalbehörde, an welche die Kölner Behörde den Fall zur Entscheidung abgegeben hatte, die Prüfung und Protektion ihres Produktes ab: Eine chemische Analyse oder eine vergleichende Prüfung gegenüber dem Regensburger Konkurrenzprodukt sei wegen der Ähnlichkeit derartiger Produkte nicht möglich. Im Übrigen könne jeder Apotheker das vergleichbare und auch als Heilmittel zugelassene Alcoolat de melissa compositum herstellen, weshalb es für die Beschäftigung der Behörde mit Rezepturen von Klostergeistlichen an der notwendigen Relevanz mangele.

### Verwendung des preußischen Adlers
Rund ein Jahr nach dieser abschlägigen Entscheidung wandte sich Martin an König Friedrich Wilhelm III., den sie darum bat, auf ihren Produkten den preußischen Adler führen zu dürfen, was sie unter anderem mit ihren Verdiensten im Einsatz nach der Schlacht von Waterloo unterstrich. Dieses Privileg wurde ihr am 28. November 1829 gewährt, wodurch sie als eine der wenigen Kölner Betriebe in der Herstellung von Kölnisch Wasser das königliche Wappen auf den Etiketten ihrer Erzeugnisse führen durfte. Das Unternehmen Johann Maria Farina gegenüber dem Jülichs-Platz beispielsweise hatte sich vergebens um den gleichen Wettbewerbsvorteil bemüht.
In den folgenden Jahren führte Farina mehrere Auseinandersetzungen und Beschwerden um Mitbewerber, die ohne Genehmigung den preußischen Adler für ihre Produkte verwendeten, wobei die zuständigen Behörden zunächst aufgrund fehlender Rechtsgrundlagen nicht zu ihren Gunsten eingriffen. Umgekehrt beschwerten sich die betroffenen Unternehmen über Martin, da diese nicht nur den preußischen Adler als Teil des preußischen Wappens, sondern das gesamte Mittlere Wappen Preußens zur Auszeichnung von Geschäft und Waren verwende, was durch ihre königliche Genehmigung nicht abgedeckt sei.
Dieses Wappen enthielt neben dem eigentlichen Adler eine Krone auf dem Wappenschild sowie die preußischen Provinz- und Territorialwappen. Flankiert wurde es von zwei „wilden Männern“ als Schildträger. Es gelang Martin durch Erwiderung an die Kölner Regierungsbehörde sowie an den westfälischen Oberpräsidenten Freiherr von Vincke im Juli 1830 jedoch, die Zustimmung für die Verwendung des vollständigen Wappens zu erhalten, wodurch sie ihren Wettbewerbsvorsprung erhalten konnte.

### Abgrenzung von Wettbewerbern
Obwohl ihr Hauptprodukt Melissengeist in seiner Zusammensetzung kein wesentliches Alleinstellungsmerkmal aufwies, war Martin trotz einiger Rückschläge sehr erfolgreich in der Etablierung und Verteidigung einer guten Marktposition ihres Unternehmens. Am 17. Oktober 1831 hinterlegte sie beim Rat der Gewerbeverständigen der Stadt Köln ihr „Fabrikzeichen“.  1832 beantragte sie bei der preußischen Regierung das ausschließliche Recht zu Herstellung und Vertrieb des Produktes Melissengeist sowie die Anerkennung als Arznei. Bis dahin war nur ein Verkauf als Parfum zulässig.
Trotz wohlwollender und die Wettbewerber bereits im Vorfeld einer ausstehenden Ministeriumsentscheidung beschränkender Behandlung des Antrags durch die Kölner Behörden lehnte die Berliner Regierung das Gesuch nach langer Bearbeitungszeit am 15. März 1834 ab. Erneut wurde auf die Unzulässigkeit einer Einschränkung der Apotheker hingewiesen, die das Produkt auf Verordnung jederzeit zubereiten konnten und die abgesehen davon allein befugt seien, Arzneimittel herzustellen.
So durfte der Melissengeist offiziell weiter nur als Kosmetikum vertrieben und der Wettbewerb in diesem Produktsegment nicht zu Gunsten von Martin reguliert werden. Da Melissengeist-Produkte aber, mehr oder weniger subtil, durchaus unter Hinweis auf medizinische Anwendungen vertrieben wurden, kam es dennoch zu Eingriffen gegen Wettbewerber, nicht aber gegen Martin, die nicht zuletzt aufgrund der Königlichen Genehmigung zur Nutzung des Wappens eine gewisse Protektion genoss. Martin selbst zeigte 1835 eine Mitbewerberin, die in Köln den aus Regensburg eingeführten Karmelitengeist mit einem auf medizinische Anwendung abzielenden Beipackzettel vertreiben wollte, erfolgreich an, obwohl sie selbst ganz ähnliche Papiere benutzte.
Um international bekannt zu werden, nahm sie an der Kunst- und Industrie-Ausstellung teil, die der Gewerbe-Verein in Köln zwischen Mai und Juli 1838 auf dem Heumarkt ausrichtete. Noch am 30. August 1842 erschienen Anzeigen in der Kölnischen Zeitung über ihren Melissengeist.

## Tod und Vermächtnis

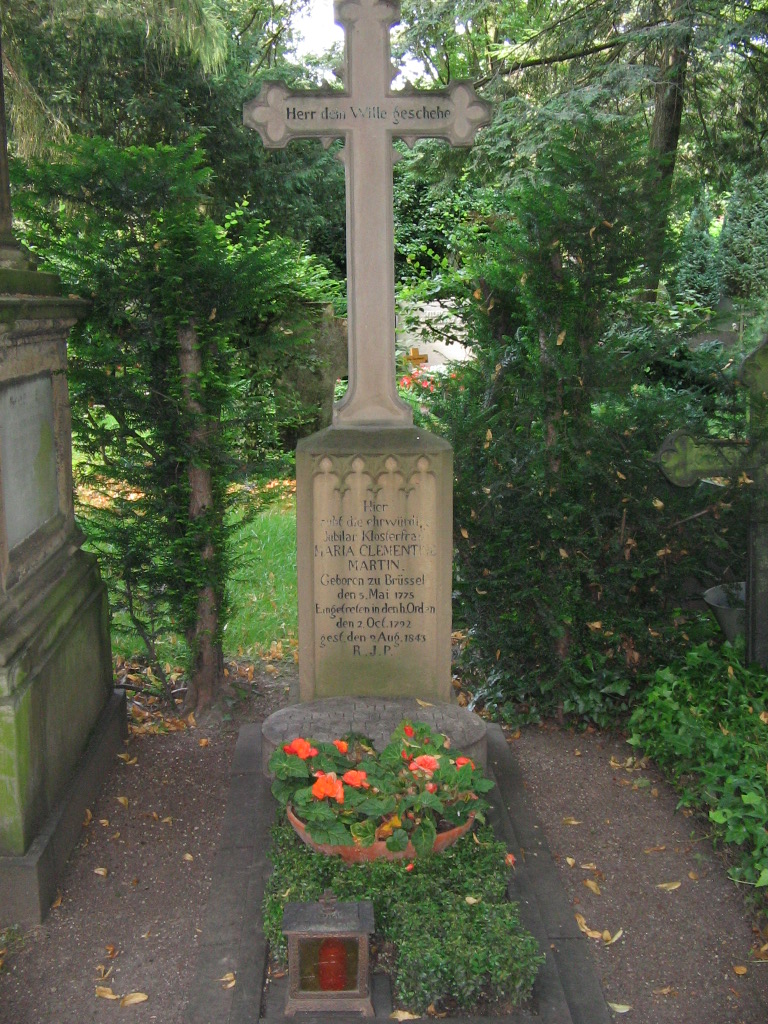
Grabstein für Maria Clementine Martin auf dem Melaten-Friedhof in Köln

Kurz vor ihrem Tod verfasste sie am 5. April 1843 ihr Testament und machte darin ihren Gehilfen, „den bei mir wohnenden Peter Schaeben“ zum „Erben meines gesammten Vermögens im Vertrauen, dass derselbe die seither bewiesene fromme Gesinnung sein Leben hindurch treu bewahren werde“.
Martin starb am 9. August 1843 und wurde unter großer Anteilnahme auf dem Kölner Melaten-Friedhof beigesetzt. Ihr Grab steht unter Denkmalschutz. Sie vererbte das Unternehmen an Schaeben (* 1815; † 1885), der es beträchtlich ausweitete und die Produkte weltweit vertrieb.

## Ehrungen und Auszeichnungen
- Der Melissengeist erhielt nach Martins Tod eine erste Auszeichnung auf der Londoner Weltausstellung, die zwischen Mai und Oktober 1851 stattfand.

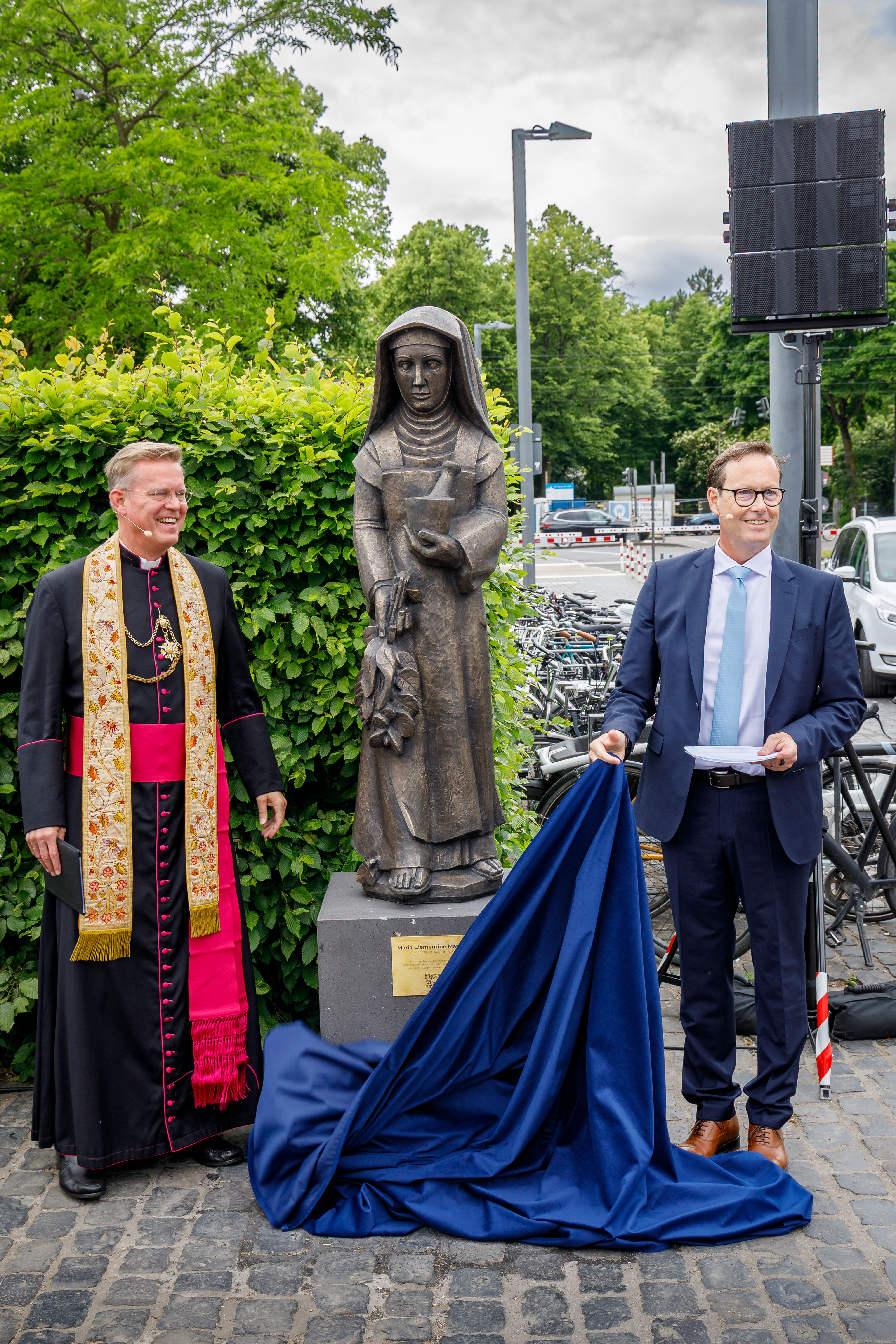
Dominik Meiering und der Klosterfrau-CEO Stefan Koch bei der Enthüllung der Statue von Maria Clementine Martin auf dem nach ihr benannten Platz am 27. Mai 2025

- Dominik Meiering und der Klosterfrau-CEO Stefan Koch bei der Enthüllung der Statue von Maria Clementine Martin auf dem nach ihr benannten Platz am 27. Mai 2025Die Stadt Köln hat Martin mit dem nach ihr benannten Platz im Rheinauhafen und mit der 1989 von der Bildhauerin Elisabeth Perger geschaffenen Figur am Kölner Rathausturm gewürdigt.[27] Nach deren Vorbild wurde auf dem Maria-Clementine-Martin-Platz 2025 eine Bronzestatue aufgestellt.
- Der Rat der Stadt Jever hat 2019 eine Straße nach Martin benannt.[28]